# Accomac
Accomac – miasto w Stanach Zjednoczonych, w stanie Wirginia, siedziba administracyjna hrabstwa Accomack.